# Paraboea paramartinii
Paraboea paramartinii là một loài thực vật có hoa trong họ Tai voi. Loài này được X.R. Xu & B.L. Burtt mô tả khoa học đầu tiên năm 1991.